# Sigela melanosticta
Sigela melanosticta là một loài bướm đêm trong họ Erebidae.